# Cheng Yujie
Cheng Yujie (chinesisch 程玉洁; * 22. September 2005 in Jingdezhen) ist eine chinesische Schwimmerin. Sie  gewann bei Olympischen Spielen eine Bronzemedaille. Bei Weltmeisterschaften erhielt sie bis 2024 auf der 50-Meter-Bahn einmal Gold und einmal Bronze, auf der 25-Meter-Bahn erkämpfte sie zweimal Bronze. Bei Asienspielen erschwamm sie drei Goldmedaillen und zwei Bronzemedaillen.

## Sportliche Karriere
Wegen der COVID-19-Pandemie fanden die Olympischen Spiele in Tokio erst 2021 statt. Die 4-mal-100-Meter-Freistilstaffel mit Cheng Yujie, Zhu Menghui, Ai Yanhan und Wu Qingfeng erreichte den siebten Platz, wobei sie in Vorlauf (3:35,07 Minuten) und Finale (3:34,76 Minuten) zweimal den Asienrekord verbesserten. Ende 2021 wurde Cheng Yujie bei den Kurzbahnweltmeisterschaften in Abu Dhabi Fünfte mit der 4-mal-100-Meter-Freistilstaffel und mit der 4-mal-50-Meter-Lagenstaffel. Die 4-mal-200-Meter-Freistilstaffel mit Li Bingjie, Cheng Yujie, Zhu Menghui und Liu Yaxin belegte den dritten Platz hinter den Kanadierinnen und der US-Staffel. Die 4-mal-50-Meter-Freistilstaffel mit Cheng Yujie, Zhang Yufei, Zhu Menghui und Wu Qingfeng hatte als Vierte 0,11 Sekunden Rückstand auf die Drittplatzierten. Die 4-mal-100-Meter-Lagenstaffel mit Peng Xuwei, Tang Qianting, Zhang Yufei und Cheng Yujie belegte hinter den Schwedinnen und den Kanadierinnen den dritten Platz, wobei die Chinesinnen 0,05 Sekunden Rückstand auf das kanadische Quartett hatten. Wan Letian, Yu Yiting und Zhu Jiaming waren im Vorlauf eingesetzt worden und erhielten ebenfalls eine Bronzemedaille.
2022 bei den Weltmeisterschaften in Budapest schlug die 4-mal-100-Meter-Freistilstaffel mit Zhang Yufei, Zhu Menghui, Yang Junxuan und Cheng Yujie als Viertplatzierte fast drei Sekunden nach den Drittplatzierten an. Über 100 Meter Freistil wurde Cheng Yujie Fünfte. Die 4-mal-100-Meter-Mixed-Lagenstaffel mit Xu Jiayu, Yan Zibei, Zhang Yufei und Cheng Yujie belegte den sechsten Platz. Ende des Jahres bei den Kurzbahnweltmeisterschaften in Melbourne belegte die 4-mal-100-Meter-Freistilstaffel und die 4-mal-200-Meter-Freistilstaffel den sechsten Platz. Die 4-mal-50-Meter-Freistilstaffel wurde Fünfte.
2023 bei den Weltmeisterschaften in Fukuoka gewann die 4-mal-100-Meter-Freistilstaffel mit Zhang Yufei, Wu Qingfeng, Yang Junxuan und Cheng Yujie die Bronzemedaille hinter Australierinnen und US-Team. Für ihren Einsatz im Vorlauf erhielten auch Ai Yanhan und Zhu Menghui eine Bronzemedaille. Über 50 Meter Freistil belegte Cheng Yujie den fünften Platz. Die 4-mal-100-Meter-Lagenstaffel mit Wan Letian, Tang Qianting, Zhang Yufei und Cheng Yujie wurde Vierte mit 0,45 Sekunden Rückstand auf die drittplatzierten Kanadierinnen. In der 4-mal-100-Meter-Mixed-Lagenstaffel schwammen Xu Jiayu, Yan Zibei, Wang Yuchun und Wu Qingfeng die viertbeste Vorlaufzeit. Im Endlauf unterboten Xu Jiayu, Qin Haiyang, Zhang Yufei und Cheng Yujie die Vorlaufzeit um fast vier Sekunden und gewannen den Weltmeistertitel mit einer halben Sekunde Vorsprung vor dem australischen Quartett. Bei den im Herbst 2023 ausgetragenen Asienspielen in Hangzhou wurde Cheng Yujie Dritte über 50 Meter Freistil und über 100 Meter Freistil. Sie siegte mit der 4-mal-100-Meter-Freistilstaffel und mit der 4-mal-200-Meter-Freistilstaffel. Eine weitere Goldmedaille erhielt sie für ihren Einsatz im Vorlauf der 4-mal-100-Meter-Mixed-Lagenstaffel. Lediglich die 4-mal-100-Meter-Lagenstaffel ging nach einer Disqualifikation wegen Frühstarts im Vorlauf leer aus.
Bei den Olympischen Spielen 2024 in Paris legte die 4-mal-100-Meter-Freistilstaffel mit Cheng Yujie, Wu Qingfeng, Yu Yiting und Yang Junxuan die drittschnellste Vorlaufzeit vor. Im Endlauf stellten Yang Junxuan, Cheng Yujie, Zhang Yufei und Wu Qingfeng in 3:30,30 Minuten einen neuen Asienrekord auf und wurden Dritte hinter den Australierinnen und der US-Staffel.